# Константін Арджетояну
Константін (Костянтин) Арджетояну (рум. Constantin Argetoianu; 15 березня 1871, Крайова — 6 лютого 1955, Сигіт) — румунський адвокат, лікар і політик, прем'єр-міністр Румунії (28 вересня — 24 листопада 1939), масон.

## Біографія
Походив з родини бояр Олтенії, був сином генерала Йона Арджетояну. Закінчив факультет права і медицини в Університеті Парижа, в 1897 почав працювати на дипломатичній службі. Працював в румунських посольствах в Стамбулі, Римі, Відні та Парижі. Під час Другої Балканської війни він служив в армії військовий лікарем у званні капітана.

## Політична кар'єра
Політичну кар'єру розпочав в 1914, коли був обраний до Сенату від Консервативної партії. У 1918 вступив на посаду міністра юстиції, в уряді Авереску. У тому ж році приєднався до Народної партії, на чолі з Авереску. У 1920 займає посаду міністра фінансів в уряді Авереску.
З 1931 міністр внутрішніх справ і фінансів в уряді Ніколае Йорга. Строгість Арджетояну і його спроби призупинити виплату заробітної плати для державних службовців викликав хвилю протестів проти нього. У 1932 уряд не отримав вотум довіри. Після звільнення з уряду, Арджетояну створив невелику партію Аграрної асоціації (Uniunea Agrar), вирішивши працювати в тісному контакті з королівським двором. 28 вересня 1939 вступив на посаду прем'єр-міністра, яку він займав протягом двох місяців.
Під час диктатури Йона Антонеску Арджетояну виїхав з Румунії і оселився в Швейцарії. Повернувшись в країну в 1946, намагався виступати посередником між румунськими комуністами і Національно-селянською партією. Неефективність цих заходів змусила Арджетояну створити свою власну політичну базу. У січні 1947 разом з Ніколае Оттеску і Ніколае Корнетіану заснував союз (Uniunea Națională Muncă și Refacere), який незабаром розпався.
В 1948 пішов у відставку через хворобу. 6 травня 1950 був заарештований співробітниками Секурітате. Ніколи не був судимий, помер при нез'ясованих обставинах у в'язниці. У 1999 внучка Арджетояну повністю його реабілітувала. Суд постановив, що його арешт в 1950 був незаконним.

## Сім'я
Був двічі одружений і мав дочку.

## Публікації
Більшу частину свого життя писав мемуари. У 1938 опублікував «Слідами минулого. Подорож до Єгипту» (Pe urmele trecutului. O călătorie în Egipt). У 1990-х — 11 томів спогадів Арджетояну (Memorii. Pentru cei de mâine: amintiri din vremea celor de ieri), що відображають багатий опис соціально-політичних реалій тієї епохи, в якій він жив.